# De Bunsenova komise
De Bunsenova komise byla komise ustavená roku 1915 britským ministerským předsedou H. H. Asquithem. Předsedou komise byl Maurice de Bunsen a jejím cílem bylo stanovení britské válečné politiky vůči Osmanské říši a definování britských zájmů na Blízkém východě. Výsledná zpráva komise položila základy britské blízkovýchodní politiky.
Komise vznikla v reakci na francouzskou iniciativu s cílem zvážit povahu britských cílů v Turecku a Asii v případě úspěšného ukončení první světové války. Její závěrečná zpráva poskytla obecné zásady pro jednání s Francií, Itálii a Ruskem v otázce s dělení Osmanské říše.
De Bunsenova komise zvažovala čtyři možné alternativy řešení: 1) rozdělení a ponechání pouze malého osmanského státu v Malé Asii, 2) zachování státního útvaru s kontrolními zónami, podléhajícími politickému a finančnímu vlivu velmocí, 3) zachování nezávislého státu či 4) vytvoření decentralizovaného a federalizovaného osmanského státu v Asii. Zpráva komise s názvem „Britské válečné cíle v osmanské Asii“ byla zveřejněna 30. června 1915 a doporučila poslední možnost jako nejlepší řešení pro uspokojení obranných potřeb britského impéria.